# Caso Evaldo Rosa
O caso Evaldo Rosa, também conhecido como Caso dos 80 tiros, refere-se ao homicídio do músico Evaldo Rosa dos Santos e do catador de material reciclável Luciano Macedo, que ocorreu no dia 7 de abril de 2019 na cidade do Rio de Janeiro. Às 14h40min, Evaldo dirigia um Ford Ka com cinco ocupantes pela Estrada do Camboatá quando militares do Exército Brasileiro abriram fogo. Evaldo foi alvejado e morreu na hora. O passageiro Sérgio Gonçalves ficou ferido e Luciano, que passava pelo local e tentou prestar socorro, também foi baleado e morreu onze dias depois. Os ocupantes do veículo e as testemunhas afirmaram que os militares iniciaram os disparos abruptamente, pelas costas, sem nenhuma sinalização ou advertência anterior, e não pararam de atirar nem mesmo após a saída da esposa, grávida, e do filho do músico do carro. De acordo com a Polícia Militar Judiciária, os militares dispararam 257 tiros de fuzil. 62 perfuraram o automóvel.
O Comando Militar do Leste (CML) alegou que os militares, em patrulhamento regular, haviam se deparado com um roubo nas imediações e que as vítimas iniciaram a troca de tiros. Na mesma nota, disse que um transeunte inocente havia sido vítima do tiroteio. Posteriormente, o CML publicou outra nota, afirmando ter encontrado inconsistências nos depoimentos dos militares, que foram afastados. Dez dos doze militares do destacamento tiveram a prisão decretada. Um deles foi solto em audiência de custódia realizada na 1ª Auditoria da Justiça Militar no dia 10 de abril de 2019 e os demais no dia 23 de maio, por decisão do Superior Tribunal Militar.
De acordo com documentos levantados pela Agência Pública, os militares não realizavam patrulhamento regular, mas participavam da "Operação Muquiço", na qual o Exército atuou inconstitucionalmente como força de segurança pública (visto que o decreto de garantia da lei e da ordem de 2018 já havia expirado).

## O crime
Na tarde domingo, 7 de abril de 2019, o carro de Evaldo, que passava pela Estrada do Camboatá, foi alvejado por tiros de fuzil disparados por nove soldados do Exército Brasileiro. Inicialmente, foi divulgado que oitenta tiros haviam atingido o veículo, mas o levantamento posterior da Polícia Judiciária Militar apurou que o número correto era duzentos e cinquenta e sete. Além de Evaldo, estavam no automóvel sua esposa, seu filho de sete anos idade, uma amiga da família e o seu sogro, que conseguiram sair do automóvel antes da maior parte dos disparos.
Inicialmente, foi cogitada a ideia de que a vítima era um assaltante, com base nos depoimentos dos militares envolvidos. No entanto, após apuração por parte do Comando Militar do Leste, a ideia foi refutada, determinando-se, em seguida, a prisão em flagrante dos militares responsáveis. Desde então, o caso passou a ser investigado, também, pela Delegacia de Homicídios.

## Investigação
Após a atestação de inconsistência dos depoimentos pelo Comando Militar do Leste, dez dos doze militares foram ouvidos e tiveram a prisão decretada. Para Leonardo Salgado, delegado da Delegacia de Homicídios do Rio de Janeiro, "tudo indica que os militares atiraram ao confundirem o carro com o de assaltantes". Em entrevista à Globo, o delegado afirmou que nenhuma arma havia sido encontrada e que a família vitimada era, de fato, normal.
No mesmo dia do ocorrido, a Polícia Civil encontrou indícios para prisão em flagrante, pois a ação era incongruente com uma possível legítima defesa em função da quantidade de disparos. A amiga da família, que estava dentro do carro, impugnou a afirmativa do Exército, declarando que não houve sinalização antes do fuzilamento e que, mesmo com a saída dos passageiros, continuaram a atirar. Concatenando com a versão da amiga da família, Luciana Nogueira, esposa do músico, relatou que os militares agiram de forma fria, mesmo com o egresso do automóvel.
Em 10 de abril de 2019, a prisão dos militares se tornou prisão preventiva. Durante uma audiência de custódia da Justiça Militar, foi constatado que os disparos foram efetuados sem ameaça evidente. O Ministro da Defesa Fernando Azevedo e Silva informou que o caso será investigado e que os responsáveis serão indiciados. Somente o soldado Leonardo Delfino Costa afirmou não ter efetuado disparos e poderá ser retirado do inquérito. Em junho de 2019, uma decisão do Conselho Nacional do Ministério Público (CNMP) determiou que o Ministério Público Federal (MPF) deixe de investigar o caso, deixando a investigação ser exclusiva do Ministério Público Militar (MPM). A decisão gerou críticas.

## Repercussão
O fuzilamento de Evaldo Rosa repercutiu em diversos veículos de comunicação nacionais e internacionais, incluindo a BBC, The Guardian, The Telegraph, Fox News, Daily Mail, e uma publicação no Clarín.
Em contrapartida, jornais como Carta Capital, Estadão e a publicação HuffPost Brasil destacaram o silêncio do o Presidente da República Jair Bolsonaro em relação ao ocorrido. Otávio Rêgo Barros, porta-voz da Presidência da República, relatou que Bolsonaro não demonstrou pesar pelo caso. Wilson Witzel, governador do Rio de Janeiro, considerou a ação militar como "erro grotesco" e comentou que esperaria o resultado das investigações, "não lhe cabendo atribuir nenhuma consideração ao fato".
Em 12 de abril de 2019, seis dias após a morte de Evaldo, Bolsonaro comentou o caso, dizendo: "O Exército não matou ninguém, não, o Exército é do povo. A gente não pode acusar o povo de ser assassino não. Houve um incidente, houve uma morte, lamentamos a morte do cidadão trabalhador, honesto, está sendo apurada a responsabilidade."
No dia 18, Luciano Macedo morreu em decorrência dos disparos efetuados pelos militares enquanto tentava socorrer Evaldo e família. O músico chegou a ser levado para o Hospital Carlos Chagas mas não resistiu aos ferimentos.
Dois anos após o homicídio, Luciana Nogueira, viúva de Evaldo, teme que o caso caia no esquecimento e tanto ela quanto seu filho de 10 anos de idade (2021) tomam antidepressivos e estão em acompanhamento psicológico.

## Julgamento
O julgamento na Justiça Militar estava marcado para o dia 7 de abril de 2021, mas foi adiado (devido a pandemia de COVID-19 no Rio de Janeiro) para o dia 13 de outubro de 2021. Oito militares foram condenados entre 28 e 31 anos de prisão em regime fechado na madrugada do dia 14 de outubro de 2021.
Em 18 de dezembro de 2024, o Superior Tribunal Militar (STM) reduziu as penas de dois militares do Exército a 3 anos e seis meses de detenção, e outros seis militares a três anos de detenção, acusados pelas mortes do músico Evaldo Rosa e do catador de latinhas Luciano Macedo.

## Indenização
Em 22 de setembro de 2023, a Advocacia-Geral da União (AGU) fechou um acordo com os familiares do músico morto. O filho, a viúva, o pai e os irmãos do artista vão receber uma indenização de R$ 2 milhões da União.